# Ayoub Boukhari
Ayoub Boukhari (Rotterdam, 6 mei 1997) is een Nederlands-Marokkaans voetballer die als middenvelder speelt. Hij is het jongere broertje van Nourdin Boukhari. Boukhari is sinds 2020 professioneel zaalvoetballer.

## Carrière
Ayoub Boukhari speelde in de jeugd van SBV Excelsior, Feyenoord en RKSV Leonidas. In 2016 kreeg hij geen contract bij Excelsior en sloot hij bij vv Noordwijk aan, maar hier vertrok hij in de winterstop. Na een half jaar zonder club te hebben gezeten, sloot hij in 2017 aan bij Jong Sparta Rotterdam. Op 30 november 2018 debuteerde hij in het eerste elftal van Sparta, in de met 3-0 verloren uitwedstrijd tegen Helmond Sport. Boukhari kwam in de 78e minuut in het veld voor Gregor Breinburg. Hij speelde verder niet voor Sparta en tot 2020 speelde hij voor Jong Sparta. Hij sloot aan bij RKAVV, maar ging ook in de zaal spelen voor FC Eindhoven.

### Statistieken

#### Beloften
| Seizoen                    | Club                  | Land            | Competitie      | Competitie | Competitie | Overig | Overig | Totaal | Totaal |
| Seizoen                    | Club                  | Land            | Competitie      | Wed.       | Dlp.       | Wed.   | Dlp.   | Wed.   | Dlp.   |
| -------------------------- | --------------------- | --------------- | --------------- | ---------- | ---------- | ------ | ------ | ------ | ------ |
| 2017/18                    | Jong Sparta Rotterdam | Nederland       | Tweede divisie  | 30         | 10         | –      | –      | 30     | 10     |
| 2018/19                    | Jong Sparta Rotterdam | Nederland       | Tweede divisie  | 31         | 7          | –      | –      | 31     | 7      |
| 2019/20                    | Jong Sparta Rotterdam | Nederland       | Tweede divisie  | 18         | 3          | –      | –      | 18     | 3      |
| Totaal beloften            | Totaal beloften       | Totaal beloften | Totaal beloften | 79         | 20         | 0      | 0      | 79     | 20     |
| Bijgewerkt op 25 juni 2020 |                       |                 |                 |            |            |        |        |        |        |

#### Senioren
| Seizoen                    | Club             | Land            | Competitie      | Competitie | Competitie | Beker | Beker | Overig | Overig | Totaal | Totaal |
| Seizoen                    | Club             | Land            | Competitie      | Wed.       | Dlp.       | Wed.  | Dlp.  | Wed.   | Dlp.   | Wed.   | Dlp.   |
| -------------------------- | ---------------- | --------------- | --------------- | ---------- | ---------- | ----- | ----- | ------ | ------ | ------ | ------ |
| 2018/19                    | Sparta Rotterdam | Nederland       | Eerste divisie  | 1          | 0          | 0     | 0     | –      | –      | 1      | 0      |
| Totaal senioren            | Totaal senioren  | Totaal senioren | Totaal senioren | 1          | 0          | 0     | 0     | 0      | 0      | 1      | 0      |
| Carrièretotaal             | Carrièretotaal   | Carrièretotaal  | Carrièretotaal  | 1          | 0          | 0     | 0     | 0      | 0      | 1      | 0      |
| Bijgewerkt op 25 juni 2020 |                  |                 |                 |            |            |       |       |        |        |        |        |